# Birken (Mudersbach)
Birken ist ein Ortsteil der rheinland-pfälzischen Gemeinde Mudersbach im Landkreis Altenkirchen (Westerwald).

## Geographie
Während die Ortsteile Mudersbach und Niederschelderhütte nördlich der Sieg liegen, liegt Birken südlich dieser. Die höchste Erhebung ist der Eichert mit 468 Metern über Normalnull.

## Sehenswürdigkeiten
- Die rund 380 m hohe Birker Ley ist ein Schlackeberg aus der Zeit zwischen 1900 und 1960.